# Kalach (comida)
Kalach, kalács, kolach, kolač, o colac (en ruso: калач, en ucraniano: колач, en húngaro: kalács, en serbio: колач / kolač, en búlgaro: колач, en rumano: colac), es un pan tradicional de Europa del Este que suele servirse durante diversas comidas rituales. Su nombre procede de la palabra en eslavo antiguo kolo (коло), que significa "círculo" o "rueda".

## Tradición húngara
El kalács húngaro (pronunciado [ˈkɒlaːtʃ]) es un pan dulce muy parecido al brioche, generalmente horneado en forma de trenza, y considerado tradicionalmente un alimento de Pascua. Hasta finales del siglo XIX la preparación del kalács era similar a la del pan de toda la vida; la diferencia radicaba en la forma y en la harina de mejor calidad utilizada para el kalács. En la actualidad, el kalács se prepara con una masa enriquecida con leche y huevos. Se cuece en un horno o en un horno de ladrillos, a veces directamente sobre las piedras del horno de ladrillos, o en una bandeja de cocción.
El kalács forma parte del menú tradicional de Semana Santa en Hungría, a menudo consagrado junto con el jamón en las iglesias católicas. En la ciudad de Szeged, en la festividad de Todos los Santos se cocinaba kalács sin relleno, llamado Kalács de Todos los Santos (mindenszentek kalácsa, kolduskalács = Kalács del mendigo), que se daba a los mendigos en la puerta del cementerio. También se daba kalács a los mendigos que rezaban en la puerta del cementerio de Csallóköz para evitar que los muertos volvieran. Dar kalács a los mendigos es la forma cristiana de la tradición pagana de tratar a los muertos.

## Tradición rumana

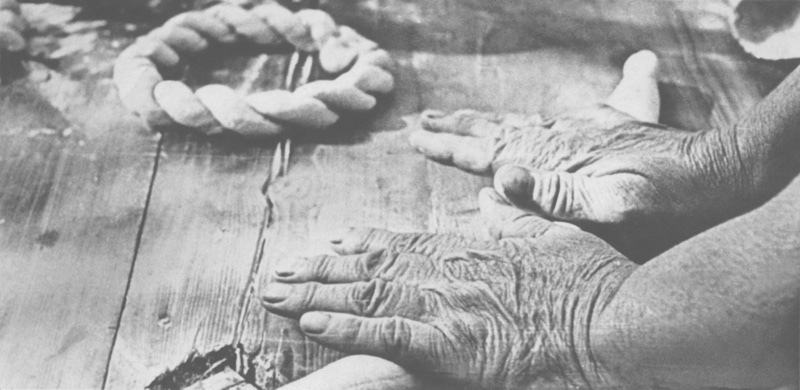
Haciendo colaci.

El colac tradicional rumano y moldavo es un pan trenzado que suele hacerse en ocasiones especiales o festivas, como Navidad, Pascua, bodas y funerales. Una costumbre tradicional de la sociedad rural rumana, en la víspera de Navidad, consiste en reunirse en grupos, entrar en diferentes casas y cantar colinde, villancicos tradicionales. En algunos pueblos van primero a la casa del alcalde, seguida de la del maestro, mientras que en otras partes no hay un orden preestablecido. Las familias les invitan a entrar en la casa y les dan diferentes pequeños regalos, como nueces, frutos secos y colacs.
La palabra colac (plural colaci) procede del eslavo kolač y, en última instancia, del protoeslavo kolo ("círculo", "rueda") en referencia a la forma circular. La palabra puede ser afín a challah (en hebreo, חלה ḥallah) y al griego κολλιξ.

## Tradición rusa

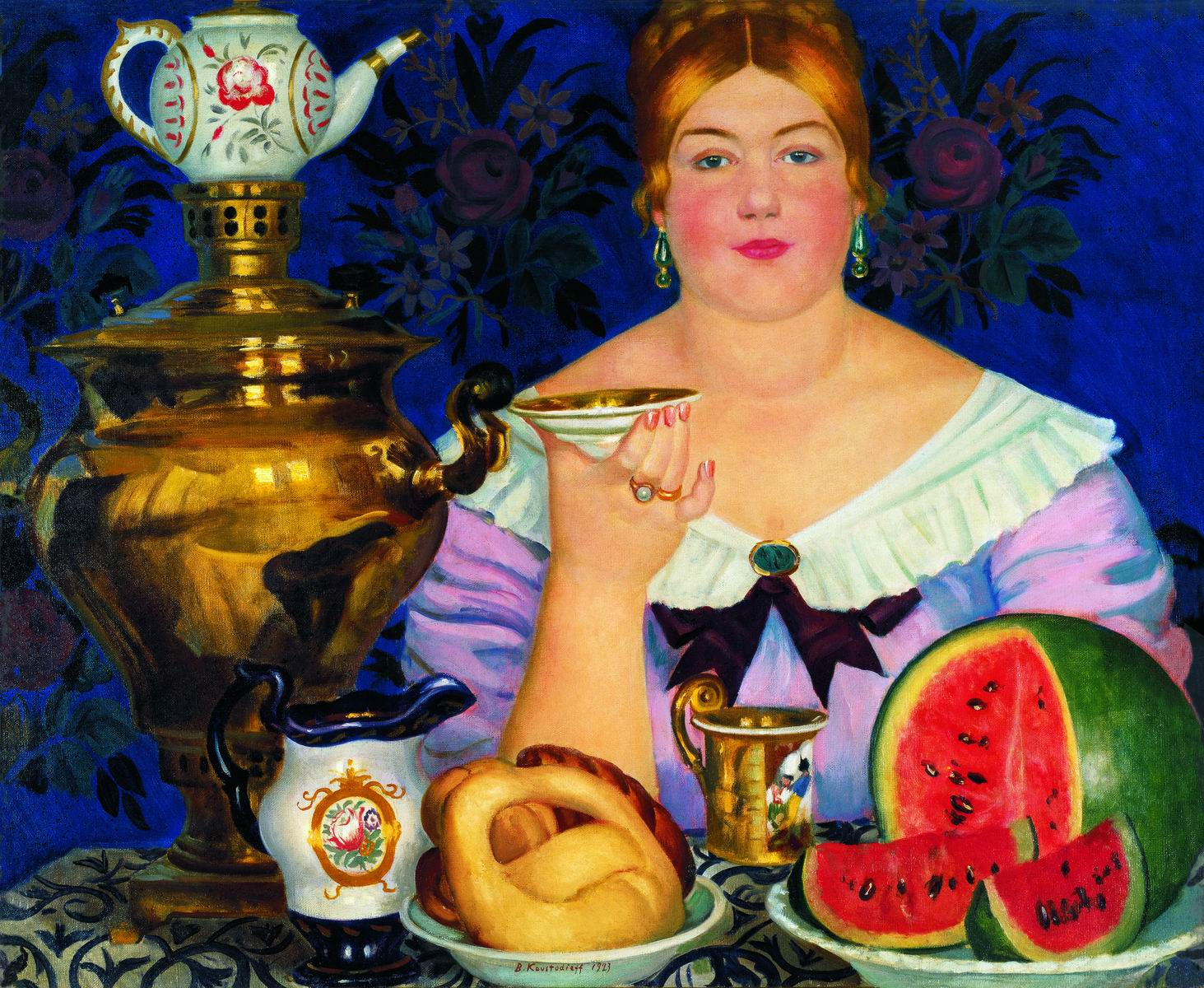
Boris Kustodiev.
La mujer de un comerciante bebiendo té, 1923. Se representa un kalach en forma de mancuerna, como era habitual en el centro y el norte de Rusia.

En el ruso moderno kalach se refiere a un tipo específico de pan blanco retorcido. Históricamente, kalach significaba cualquier tipo de pan blanco, y antes de que se utilizaran los métodos modernos de molienda del trigo, el pan blanco se clasificaba como un tipo de pan de fantasía.
El kalach suele tener el aspecto de un círculo, pero una parte es significativamente más fina y la otra más gruesa. La explicación tradicional es que la parte más fina se utilizaba como "asa" para que el kalach pudiera ser comido incluso por los trabajadores que no tenían tiempo de lavarse las manos. Después de comer el mango se tiraba o se daba a los pobres. Como sólo la gente desesperada comía los mangos que se habían tirado, se cree que éste es el origen del dicho ruso "bajar al mango" (дойти до ручки, doyti do ruchki) que significa experimentar un profundo revés, tocar fondo.

### Legado cultural
A una persona que hacía kalaches se le llamaba kalachnik (калачник), que a veces se convertía en kalashnik (калашник) debido al efecto sandhi. Los descendientes podían recibir el apellido Kalachnikov (Калачников) o Kalashnikov (Калашников, "[hijo] del que hace kalach").

## Tradición ucraniana

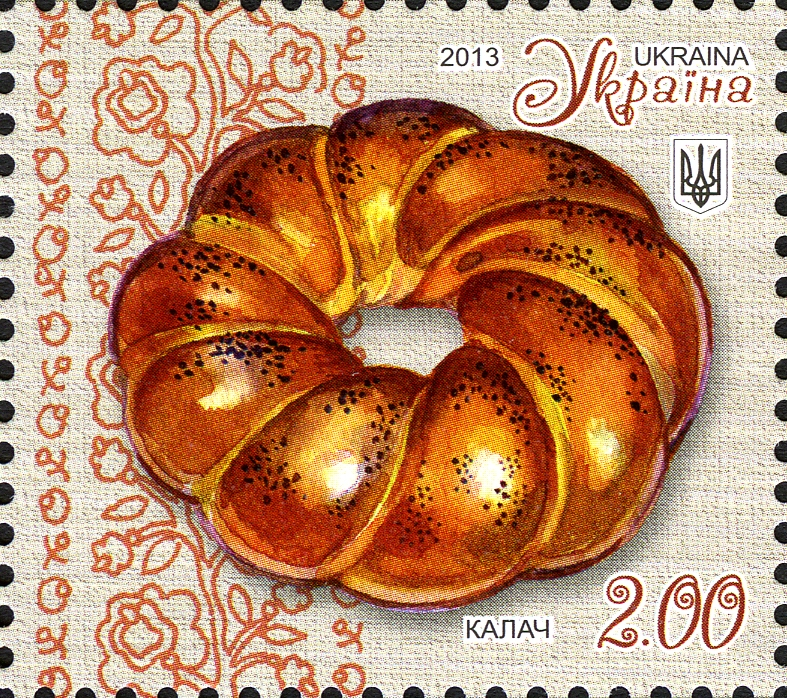
Estampilla ucraniana de un kolach.

Los kolaches ucranianos se elaboran trenzando la masa hecha con harina de trigo en forma oblonga o de anillo. Son un símbolo de suerte, prosperidad y buena disposición, y se preparan tradicionalmente para la Svyat Vechir (Santa Cena), el ritual ucraniano de Nochebuena.
Para el kolach de Navidad se apilan tres panes trenzados de distintos tamaños que representan la Trinidad. La forma circular del pan simboliza la eternidad. Cuando se sirve como parte de la cena de Navidad, se coloca una vela en el centro de los intrincados panes trenzados, pero el pan no puede comerse hasta el día de Navidad porque la observancia del ayuno de Adviento exige abstenerse de comer huevos hasta la medianoche de Nochebuena.
En los funerales los panes se llevan a la iglesia para la Divina Liturgia para ser bendecidos y luego se sirven en rebanadas con fruta fresca como símbolo del bien que hizo el fallecido en vida. Las costumbres exactas varían, pero, por ejemplo, los tres panes se decoran con tres manzanas, tres naranjas y uvas, y se coloca una vela en el centro. A veces se da un pequeño pan individual.
En los alrededores de Kiev era costumbre que la comadrona regalara un kolach a los padres, como parte de la bendición de la fertilidad. Los kolaches también se utilizaban en las ceremonias fúnebres. En Galitzia y Bucovina, los niños los regalaban a sus padrinos en una ceremonia llamada kolachyny (кола́чини) o kolachannya (кола́чання).
El Museo del Pan de L'viv (Ucrania) contiene muchos ejemplos de kalach, paska y babka intrincadamente tejidos.